# Akalla (metrostation)
Akalla is een station van de Stockholmse metro, gelegen in de wijk Rinkeby-Kista. Het station ligt aan de blauwe route en is geopend op 5 juni 1977. De afstand tot het metrostation Kungsträdgården (het oostelijke eindpunt van de blauwe lijn) is 15,2 kilometer.
Het station werd geopend op 5 juni 1977. Het ligt in een kunstmatige grot tussen de Nystadsgatan en de Sveaborgsgatan, 20 meter onder de grond en kent twee verdeelhallen. De noordelijke ligt naast een klein ondergronds busstation en heeft de ingang aan het Akallaplein. De zuidelijke heeft de ingang op de hoek Sibeliusgangen / Nystadsgatan. In de aanvankelijke plannen voor de blauwe route zou de noordtak ten noorden van Kista doorlopen naar het eindpunt Bög. Begin jaren 70 van de twintigste eeuw is de lijn ten noorden van Kista echter zuidelijker dan het beoogde traject gebouwd. De lijn kwam ook ten noorden van Kista in een tunnel met twee stations onder de nieuwe wijken Husby en Akalla. Akalla is het voorlopige noordelijke eindpunt van lijn T11, in 2025 zal de lijn naar station Barkarby worden doorgetrokken met onderweg een station bij de nieuw te bouwen wijk Barkarbystaden.
De muren van het station zijn okergeel geschilderd en zijn versierd met zes keramische schilderijen van mannen en vrouwen, gemaakt door de kunstenaar Birgit Stahl-Nyberg 1975-1977.

## Afbeeldingen

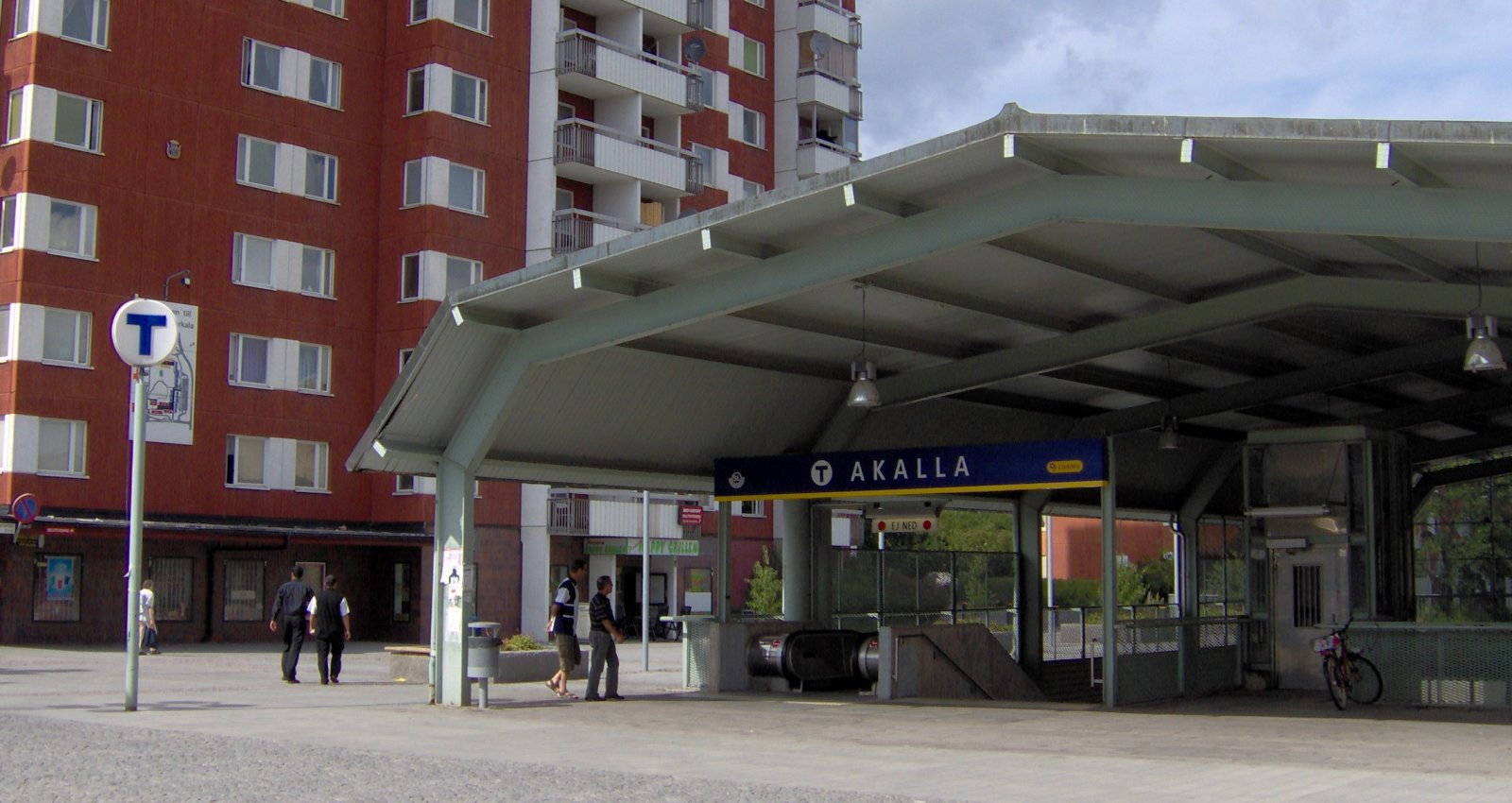
Entree.
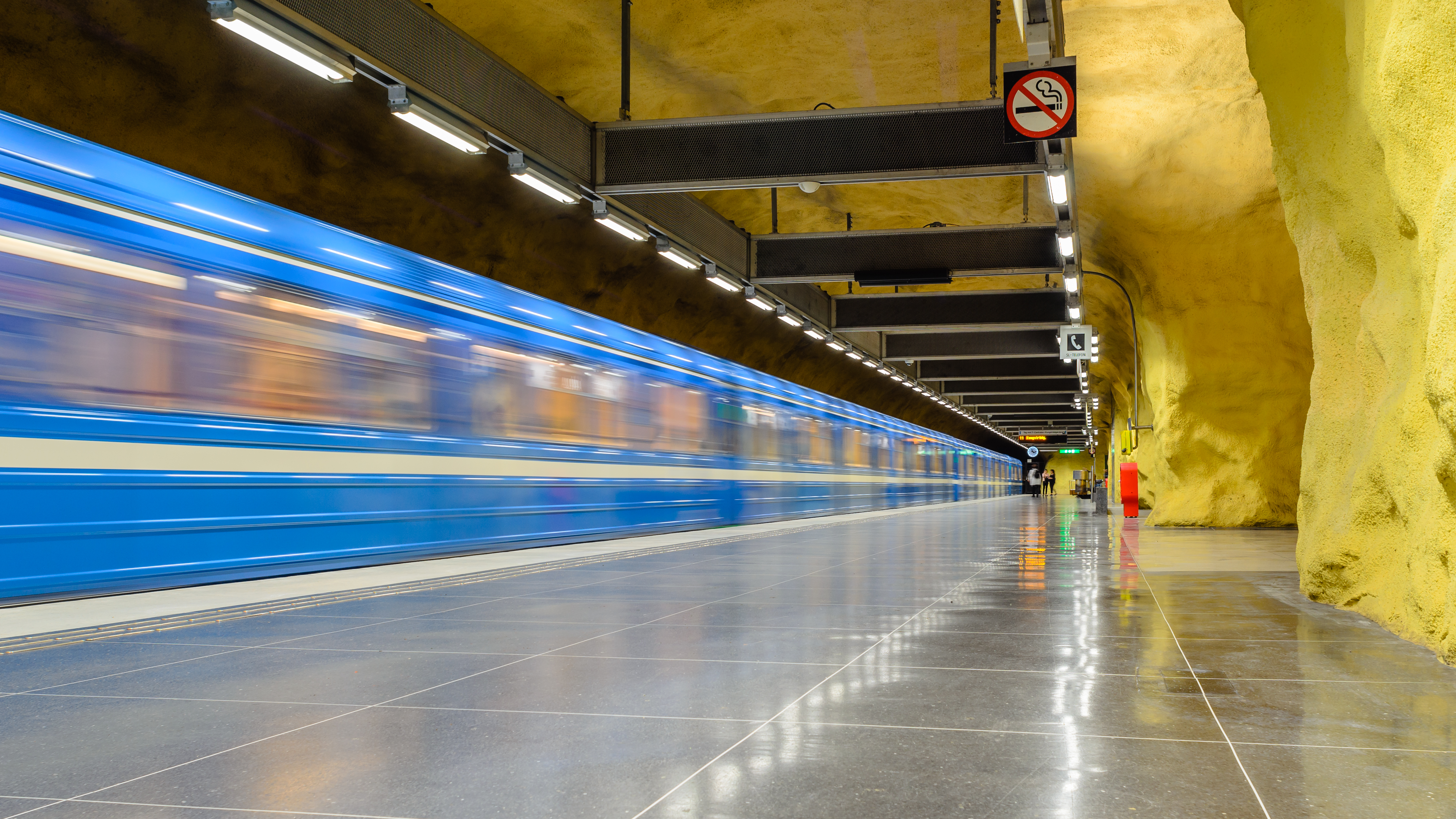
Op het perron.
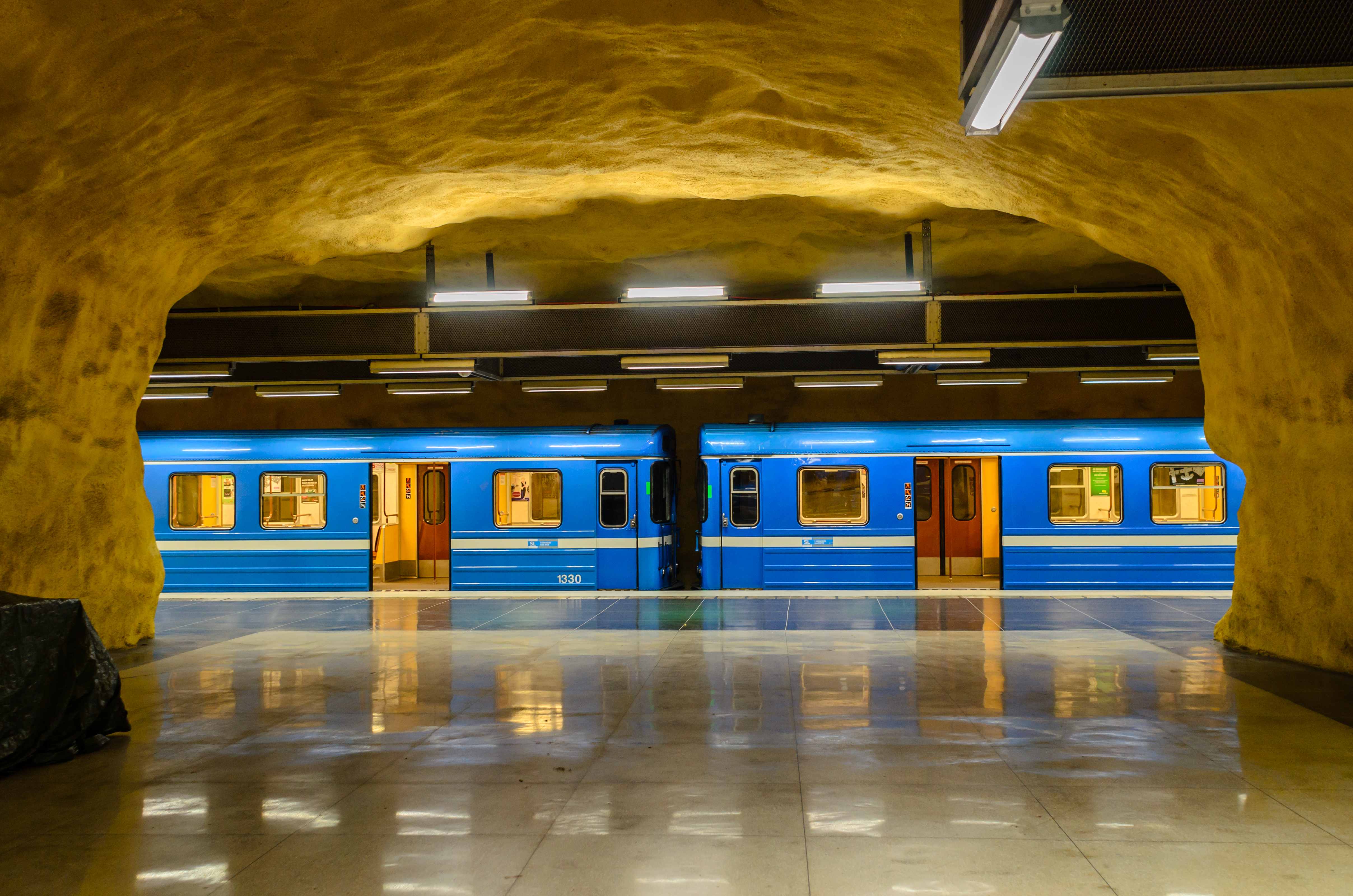
Doorgang tussen de perrons.

(Barkarby) ·
(Barkarbystaden)·
Akalla ·
Husby ·
Kista · 
(Kymlinge) · 
Hallonbergen · 
Näckrosen ·
Solna centrum · 
Västra skogen · 
Stadshagen ·
Fridhemsplan · 
Rådhuset ·
T-Centralen ·
Kungsträdgården · 
(Sofia) ·
(Gullmarsplan)·  
(Slakthuset) ·
(Sockenplan) ·
(Svedmyra) ·
(Stureby) ·
(Bandhagen) ·
(Högdalen) ·
(Rågsved) ·
(Hagsätra) ·
(Älvsjö)